# Christophe Hermans
Pour les articles homonymes, voir Hermans.
Christophe Hermans est un réalisateur, scénariste et directeur de casting belge francophone né le 16 août 1982.
Réalisateur actif depuis 2005, il est l'auteur de nombreux documentaires ainsi que de quelques courts-métrages de fiction.

## Biographie

### Réalisation
Christophe Hermans naît à Namur en 1982. Entre 2001 et 2005, il suit des études de réalisation à l'IAD. Son film de fin d'études, Poids Plume, est primé dans de nombreux festivals.
En 2007, il écrit et réalise avec Xavier Seron un court métrage de fiction intitulé Le Crabe. Le film est notamment sélectionné au festival Premiers Plans d'Angers et remporte diverses récompenses parmi lesquelles : le Prix du Meilleur film au Festival international du film francophone de Namur ainsi qu’au Festival international du court-métrage de Téhéran.
En 2008, il réalise un long métrage documentaire Les Parents et un second court-métrage de fiction La Balançoire. Le film a été sélectionné dans plus d’une trentaine de festivals (Molodist à Kiev, Premiers Plans d'Angers, Cinéma Tous Écrans à Genève, Amiens, ...), a reçu une dizaine de prix à travers le monde et a été nommé à la première cérémonie des Magritte du Cinéma belge.
En 2010, il continue avec un court-métrage documentaire Étrangère qui a été sélectionné dans plusieurs festivals (Visions du Réel de Nyon, Amiens, Interfilm à Berlin, Rotterdam, Bilbao, ...).
En 2011, il revient à la fiction avec son troisième court-métrage Fancy-Fair. Il réalise également le documentaire Les Enfants.
Entre 2011 et 2019, il réalise une trilogie sur la thématique de l'adolescence : Corps étranger en 2011, Éclaireurs en 2015 et Victor en 2019.
En 2013, il réalise le documentaire Les Perruques de Christel.
En 2020, il réalise un nouveau court-métrage documentaire, Carapace.
Pendant la pandémie de Covid-19, il réalise deux documentaires au CHU de Liège (En attendant la deuxième vague et Des corps et des batailles), diffusés en 2021 et 2023.
Son premier long-métrage de fiction, La Ruche, sort en 2022. Il reçoit 5 nominations à la 12e cérémonie des Magritte du cinéma dont celle du Meilleur Film ; il obtient le Magritte du Meilleur Espoir Féminin.

### Autres activités
Avec Xavier Seron, Jacques Molitor et Pascal Degrune, il est le cofondateur d'AnotherLight, une asbl qui propose des stages de jeu face caméra ainsi que des stages de formation en réalisation et en postproduction (montage, son, mixage, étalonnage...).
À partir de 2013, il devient également directeur de casting pour Frakas Productions et pour le Pôle Image de Liège. Il s'occupe notamment du casting belge de Grave (2016) de Julia Ducournau et de Seule à mon mariage (2018) de Marta Bergman.
Depuis 2017, il est maître de conférences à l'université de Liège.

## Filmographie

### Réalisateur
Documentaire
- 2005 : Poids Plume (court-métrage)
- 2006 : Jeu de dames (court-métrage)
- 2008 : Les Parents
- 2010 : Étrangère (court-métrage)
- 2011 : Les Enfants
- 2011 : Corps Étranger
- 2013 : Les Perruques de Christel
- 2015 : Éclaireurs
- 2019 : Victor
- 2020 : Carapace (court-métrage, avec Marine Sharp)
- 2021 : En attendant la deuxième vague
- 2023 : Des corps et des batailles
- 2025 : Merckx (avec Boris Tilquin)
- 2025 : Heysel 1985 - Dans l'enfer de la foule (avec Boris Tilquin)

Fiction
- 2007 : Le Crabe (court-métrage, avec Xavier Seron)
- 2009 : La Balançoire (court-métrage)
- 2011 : Fancy-Fair (court-métrage)
- 2022 : La Ruche

### Assistant réalisateur
- 2005 : Une famille pas comme les autres d'Édouard Molinaro
- 2005 : Rien d'insoluble de Xavier Seron
- 2008 : En compagnie de la poussière de Jacques Molitor
- 2009 : L'arbre à clous de Fabrice Couchard
- 2010 : Martha de Raphaël Dethier
- 2010 : Dissonance d'Anne Leclercq
- 2010 : Thermes de Banu Akseki
- 2013 : The Stranger d'Anne Leclercq

### Directeur de casting
- 2013 : Moroccan Gigolos d'Ismaël Saidi
- 2014 : Je suis à toi de David Lambert
- 2016 : Grave de Julia Ducournau
- 2016 : Souvenir de Bavo Defurne
- 2018 : Seule à mon mariage de Marta Bergman
- 2018 : Troisièmes noces de David Lambert
- 2019 : La fille au bracelet de Stéphane Demoustier
- 2020 : Filles de joie de Frédéric Fonteyne et Anne Paulicevich
- 2020 : The Shift d'Alessandro Tonda
- 2021 : Earwig de Lucile Hadzihalilovic
- 2022 : Sans Soleil de Banu Akseki
- 2022 : Le Parfum vert de Nicolas Pariser
- 2023 : Quitter la nuit de Delphine Girard
- 2024 : Sous le vent des Marquises de Pierre Godeau

### Acteur
- 2018 : Seule à mon mariage de Marta Bergman : Éric